# 琳达·麦肯齐
琳达·麦肯齐（英語：Linda Mackenzie，1983年12月14日—），澳大利亚女子游泳运动员，主攻自由泳。
在2008年北京奥林匹克运动会上，琳达·麦肯齐参加了女子200米自由泳，女子400米自由泳的比赛，并作为4×200米自由泳接力的最后一棒，与斯蒂芬妮·赖斯、勃朗特·巴勒特、凯莉·帕尔默一起以以7分44秒31的成绩打破世界纪录摘得金牌。